# Serbia ai Giochi della XXXI Olimpiade
La Serbia ha partecipato ai Giochi della XXXI Olimpiade di Rio de Janeiro, che si sono svolti dal 5 al 21 agosto 2016, con una delegazione di 103 atleti.

## Medaglie
| Riepilogo quotidiano | Riepilogo quotidiano | Riepilogo quotidiano | Riepilogo quotidiano | Riepilogo quotidiano | Riepilogo quotidiano | Riepilogo quotidiano |
| -------------------- | -------------------- | -------------------- | -------------------- | -------------------- | -------------------- | -------------------- |
| Giorno               | Data                 |                      |                      |                      |                      |                      |
| 1°                   | 6 agosto             | 0                    | 0                    | 0                    | 0                    |                      |
| 2°                   | 7 agosto             | 0                    | 0                    | 0                    | 0                    |                      |
| 3°                   | 8 agosto             | 0                    | 0                    | 0                    | 0                    |                      |
| 4°                   | 9 agosto             | 0                    | 0                    | 0                    | 0                    |                      |
| 5°                   | 10 agosto            | 0                    | 0                    | 0                    | 0                    |                      |
| 6°                   | 11 agosto            | 0                    | 0                    | 0                    | 0                    |                      |
| 7°                   | 12 agosto            | 0                    | 0                    | 0                    | 0                    |                      |
| 8°                   | 13 agosto            | 0                    | 0                    | 0                    | 0                    |                      |
| 9°                   | 14 agosto            | 0                    | 0                    | 0                    | 0                    |                      |
| 10°                  | 15 agosto            | 0                    | 0                    | 0                    | 0                    |                      |
| 11°                  | 16 agosto            | 1                    | 0                    | 0                    | 1                    |                      |
| 12°                  | 17 agosto            | 0                    | 1                    | 1                    | 2                    |                      |
| 13°                  | 18 agosto            | 0                    | 1                    | 0                    | 1                    |                      |
| 14°                  | 19 agosto            | 0                    | 0                    | 0                    | 0                    |                      |
| 15°                  | 20 agosto            | 1                    | 1                    | 1                    | 3                    |                      |
| 16°                  | 21 agosto            | 0                    | 1                    | 0                    | 1                    |                      |
| Totale               | Totale               | 2                    | 4                    | 2                    | 8                    |                      |

### Medagliere per discipline
| Sport         | Oro | Argento | Bronzo | Totale |
| ------------- | --- | ------- | ------ | ------ |
| Lotta         | 1   | 0       | 0      | 1      |
| Pallanuoto    | 1   | 0       | 0      | 1      |
| Pallacanestro | 0   | 1       | 1      | 2      |
| Canoa/kayak   | 0   | 1       | 0      | 1      |
| Taekwondo     | 0   | 1       | 0      | 1      |
| Atletica      | 0   | 0       | 1      | 1      |
| Pallavolo     | 0   | 0       | 1      | 1      |
| Totale        | 2   | 3       | 2      | 7      |

| Medaglia | Atleta                        | Sport         | Evento           |
| -------- | ----------------------------- | ------------- | ---------------- |
| Oro      | Davor Štefanek                | Lotta         | −66 kg           |
| Oro      | Serbia                        | Pallanuoto    | Torneo maschile  |
| Argento  | Tijana Bogdanović             | Taekwondo     | −44 kg           |
| Argento  | Marko Tomićević Milenko Zorić | Canoa/kayak   | K-2 1000 m       |
| Argento  | Serbia                        | Pallavolo     | Torneo femminile |
| Argento  | Serbia                        | Pallacanestro | Torneo maschile  |
| Bronzo   | Ivana Španović                | Atletica      | salto in lungo   |
| Bronzo   | Serbia                        | Pallacanestro | Torneo femminile |

## Atletica leggera
Uomini
Corse e gare
| Atleta             | Gara           | Quarti | Quarti | Semifinali      | Semifinali      | Finale          | Finale          |
| Atleta             | Gara           | Tempo  | Pos.   | Tempo           | Pos.            | Tempo           | Pos.            |
| ------------------ | -------------- | ------ | ------ | --------------- | --------------- | --------------- | --------------- |
| Milan Ristić       | 110 m ostacoli | 13.66  | 6°     | non qualificato | non qualificato | non qualificato | non qualificato |
| Anđelko Rističević | maratona       | N.D.   | N.D.   | N.D.            | N.D.            | 2:30:17         | 119°            |
| Nenad Filipović    | 50 km marcia   | N.D.   | N.D.   | N.D.            | N.D.            | 4:25:41         | 46°             |
| Predrag Filipović  | 50 km marcia   | N.D.   | N.D.   | N.D.            | N.D.            | 4:39:48         | 49°             |
| Vladimir Savanović | 50 km marcia   | N.D.   | N.D.   | N.D.            | N.D.            | 4:15:53         | 42°             |

Eventi concorsi
| Atleta          | Evento         | Qualificazioni | Qualificazioni | Finale          | Finale          |
| Atleta          | Evento         | Misura         | Posizione      | Misura          | Posizione       |
| --------------- | -------------- | -------------- | -------------- | --------------- | --------------- |
| Asmir Kolašinac | getto del peso | 20.16          | 15°            | non qualificato | non qualificato |

Eventi combinati – Decathlon
| Atleta       | Evento    | 100 m | LJ   | SP    | HJ   | 400 m | 110H  | DT    | PV   | JT         | 1500 m | Finale   | Posizione |
| ------------ | --------- | ----- | ---- | ----- | ---- | ----- | ----- | ----- | ---- | ---------- | ------ | -------- | --------- |
| Mihail Dudaš | Risultati | 10.83 | 7.29 | 14.23 | 2.04 | 49.13 | 14.65 | 43.27 | 4.60 | non al via | —      | ritirato | ritirato  |
| Mihail Dudaš | Punti     | 899   | 883  | 742   | 840  | 855   | 892   | 731   | 790  | —          | —      | ritirato | ritirato  |

Donne
Corse e gare
| Atleta         | Gara     | Quarti  | Quarti | Semifinali      | Semifinali      | Finale          | Finale          |
| Atleta         | Gara     | Tempo   | Pos.   | Tempo           | Pos.            | Tempo           | Pos.            |
| -------------- | -------- | ------- | ------ | --------------- | --------------- | --------------- | --------------- |
| Tamara Salaški | 400 m    | 52.70   | 3°     | non qualificata | non qualificata | non qualificata | non qualificata |
| Amela Terzić   | 800 m    | 2:00.99 | 2° Q   | 2:03.81         | 7°              | non qualificata | non qualificata |
| Amela Terzić   | 1500 m   | 4:15.17 | 10°    | non qualificata | non qualificata | non qualificata | non qualificata |
| Olivera Jevtić | maratona | N.D.    | N.D.   | N.D.            | N.D.            | ritirata        | ritirata        |

Eventi concorsi
| Atleta            | Evento           | Qualificazioni | Qualificazioni | Finale          | Finale          |
| Atleta            | Evento           | Misura         | Posizione      | Misura          | Posizione       |
| ----------------- | ---------------- | -------------- | -------------- | --------------- | --------------- |
| Ivana Španović    | salto in lungo   | 6.87           | 1° Q           | 7.08 NR         |                 |
| Dragana Tomašević | lancio del disco | 57.67          | 19°            | non qualificata | non qualificata |

## Canoa Kayak

### Velocità
Maschile
| Atleta                                                       | Evento     | Batterie | Batterie   | Semifinali | Semifinali | Finale   | Finale     |
| Atleta                                                       | Evento     | Tempo    | Classifica | Tempo      | Classifica | Tempo    | Classifica |
| ------------------------------------------------------------ | ---------- | -------- | ---------- | ---------- | ---------- | -------- | ---------- |
| Marko Novaković                                              | K-1 200 m  | 34.938   | 3° Q       | 34.778     | 5° FB      | 37.415   | 13°        |
| Dejan Pajić                                                  | K-1 1000 m | 3:36.884 | 4° Q       | 3:48.158   | 8° FB      | 3:40.502 | 15°        |
| Nebojša Grujić Marko Novaković                               | K-2 200 m  | 31.776   | 2° Q       | 32.513     | 3° FA      | 32.656   | 6°         |
| Marko Tomićević Milenko Zorić                                | K-2 1000 m | 3:15.298 | 1° FA      | Bye        | Bye        | 3:10.969 |            |
| Marko Tomićević Milenko Zorić Dejan Pajić Vladimir Torubarov | K-4 1000 m | 3:05.272 | 6° Q       | 2:59.636   | 3° FA      | 3:10.241 | 8°         |

Femminile
| Atleta                                                                   | Evento    | Batterie | Batterie   | Semifinali | Semifinali | Finale          | Finale          |
| Atleta                                                                   | Evento    | Tempo    | Classifica | Tempo      | Classifica | Tempo           | Classifica      |
| ------------------------------------------------------------------------ | --------- | -------- | ---------- | ---------- | ---------- | --------------- | --------------- |
| Olivera Moldovan                                                         | K-1 200 m | 43.339   | 5° Q       | 42.123     | 7°         | non qualificata | non qualificata |
| Dalma Ružičić-Benedek                                                    | K-1 500 m | 1:54.048 | 5° Q       | 1:57.294   | 3° FA      | 1:55.095        | 7°              |
| Nikolina Moldovan Milica Starović                                        | K-2 500 m | 1:46.410 | 5° Q       | 1:46.008   | 6° FB      | 1:48.146        | 10°             |
| Nikolina Moldovan Olivera Moldovan Dalma Ružičić-Benedek Milica Starović | K-4 500 m | 1:39.316 | 7° Q       | 1:38.398   | 5° FB      | 1:42.818        | 14°             |

FB = finale B, non assegna le medaglie

## Canottaggio
Maschile
| Atleta                           | Evento   | Batterie | Batterie   | Ripescaggi | Ripescaggi | Semifinali | Semifinali | Finale  | Finale     |
| Atleta                           | Evento   | Tempo    | Classifica | Tempo      | Classifica | Tempo      | Classifica | Tempo   | Classifica |
| -------------------------------- | -------- | -------- | ---------- | ---------- | ---------- | ---------- | ---------- | ------- | ---------- |
| Nenad Beđik Miloš Vasić          | 2 senza  | DNF      | DNF        | 6:34.52    | 2° SA/B    | 6:31.00    | 5° FB      | 7:04.71 | 10°        |
| Marko Marjanović Andrija Šljukić | 2 coppia | 7:07.29  | 4° R       | 6:20.62    | 3 SA/B     | 6:27.66    | 5° FB      | 7:03.13 | 10°        |

FB = finale B, non assegna le medaglie

## Ciclismo

### Ciclismo su strada
Maschile
| Atleta      | Evento                  | Tempo    | Classifica |
| ----------- | ----------------------- | -------- | ---------- |
| Ivan Stević | corsa in linea maschile | ritirato | ritirato   |

### Mountain bike
Femminile
| Atleta           | Evento        | Tempo    | Classifica |
| ---------------- | ------------- | -------- | ---------- |
| Jovana Crnogorac | cross-country | doppiata | 27°        |

## Judo
| Atleta            | Gara   | Trentaduesimi di finale | Sedicesimi di finale | Ottavi di finale     | Quarti di finale     | Semifinali           | Ripescaggi           | Finali / BM          | Finali / BM     |
| Atleta            | Gara   | Avversario Risultato    | Avversario Risultato | Avversario Risultato | Avversario Risultato | Avversario Risultato | Avversario Risultato | Avversario Risultato | Classifica      |
| ----------------- | ------ | ----------------------- | -------------------- | -------------------- | -------------------- | -------------------- | -------------------- | -------------------- | --------------- |
| Aleksandar Kukolj | −90 kg | Bye                     | Žgank W 100–000      | Baker L 000–100      | non qualificato      | non qualificato      | non qualificato      | non qualificato      | non qualificato |

## Lotta
Greco-Romana
| Atleta         | Evento | Qualificazione       | Ottavi               | Quarti               | Semifinale           | Ripescaggio Turno 1  | Ripescaggio Turno 2  | Finale               | Classifica |
| Atleta         | Evento | Avversario Risultato | Avversario Risultato | Avversario Risultato | Avversario Risultato | Avversario Risultato | Avversario Risultato | Avversario Risultato | Classifica |
| -------------- | ------ | -------------------- | -------------------- | -------------------- | -------------------- | -------------------- | -------------------- | -------------------- | ---------- |
| Kristijan Fris | −59 kg | Bye                  | Tasmuradov L 1–3     | non qualificato      | non qualificato      | non qualificato      | non qualificato      | non qualificato      | 13°        |
| Davor Štefanek | −66 kg | Bye                  | Inoue\| W 4–0        | Stäbler W 3–1        | Bolkvadze W          | Bye                  | Bye                  | Harutiunian W        |            |
| Viktor Nemeš   | −75 kg | Bye                  | Turdiev W 3–1        | Madsen L 0–3         | non qualificato      | N.D.                 | Abdevali L 1–3       | non qualificato      | 8°         |

## Nuoto e sport acquatici

### Nuoto
Maschile
| Atleta              | Evento             | Batteria | Batteria   | Semifinale      | Semifinale      | Finale          | Finale          |
| Atleta              | Evento             | Tempo    | Classifica | Tempo           | Classifica      | Tempo           | Classifica      |
| ------------------- | ------------------ | -------- | ---------- | --------------- | --------------- | --------------- | --------------- |
| Čaba Silađi         | 100 m rana         | 1:00.76  | 26°        | non qualificato | non qualificato | non qualificato | non qualificato |
| Velimir Stjepanović | 100 m stile libero | 49.24    | 32°        | non qualificato | non qualificato | non qualificato | non qualificato |
| Velimir Stjepanović | 200 m stile libero | 1:46.64  | 10° Q      | 1:47.28         | 13°             | non qualificato | non qualificato |
| Velimir Stjepanović | 400 m stile libero | 3:46.78  | 14°        | N.D.            | N.D.            | non qualificato | non qualificato |

Femminile
| Atleta             | Evento             | Batteria | Batteria   | Semifinale      | Semifinale      | Finale          | Finale          |
| Atleta             | Evento             | Tempo    | Classifica | Tempo           | Classifica      | Tempo           | Classifica      |
| ------------------ | ------------------ | -------- | ---------- | --------------- | --------------- | --------------- | --------------- |
| Anja Crevar        | 200 m misti        | 2:15.33  | 27°        | non qualificata | non qualificata | non qualificata | non qualificata |
| Anja Crevar        | 400 m misti        | 4:43.19  | 20°        | N.D.            | N.D.            | non qualificata | non qualificata |
| Katarina Simonović | 200 m stile libero | 2:00.06  | 30°        | non qualificata | non qualificata | non qualificata | non qualificata |
| Katarina Simonović | 400 m stile libero | 4:15.57  | 23°        | N.D.            | N.D.            | non qualificata | non qualificata |

### Pallanuoto

#### Maschile

##### Prima fase
| 06/08/2016 | 09.00 | Serbia  | - | Ungheria  | 13 - 13 |  | Centro Aquático Maria Lenk |
| 08/08/2016 | 09.00 | Serbia  | - | Grecia    | 9 - 9   |  | Centro Aquático Maria Lenk |
| 10/08/2016 | 19.30 | Brasile | - | Serbia    | 6 - 5   |  | Centro Aquático Maria Lenk |
| 12/08/2016 | 22.10 | Serbia  | - | Australia | 10 - 8  |  | Centro Aquático Maria Lenk |
| 14/08/2016 | 19.30 | Serbia  |   | Giappone  | 12 - 8  |  | Estádio Aquático Olímpico  |

| Pos. | Squadra   | Pt | G | V | N | P | GF | GS | DR  |
| ---- | --------- | -- | - | - | - | - | -- | -- | --- |
| 1.   | Ungheria  | 7  | 5 | 2 | 3 | 0 | 57 | 43 | +14 |
| 2.   | Grecia    | 6  | 5 | 2 | 2 | 1 | 41 | 40 | +1  |
| 3.   | Brasile   | 6  | 5 | 3 | 0 | 2 | 40 | 39 | +1  |
| 4.   | Serbia    | 6  | 5 | 2 | 2 | 1 | 49 | 44 | +5  |
| 5.   | Australia | 5  | 5 | 2 | 1 | 2 | 44 | 40 | +4  |
| 6.   | Giappone  | 0  | 5 | 0 | 0 | 5 | 36 | 61 | -25 |

##### Fase finale
Quarti di finale
| Rio de Janeiro 16 agosto 2016, ore 16:30            | Serbia    | 10 – 7 (3-1, 4-2, 0-2, 3-2) referto | Spagna | Estádio Aquático Olímpico |
| \| \| \| \| \| Mandić 4 \| Marcatori \| 3 Molina \| |           |                                     |        |                           |
|                                                     |           |                                     |        |                           |
| Mandić 4                                            | Marcatori | 3 Molina                            |        |                           |

Semifinali
| Rio de Janeiro 18 agosto 2016, ore 16:30                          | Italia    | 8 – 10 (0-3, 2-3, 0-1, 6-3) referto | Serbia | Estádio Aquático Olímpico |
| \| \| \| \| \| tre giocatori 2 \| Marcatori \| 2 tre giocatori \| |           |                                     |        |                           |
|                                                                   |           |                                     |        |                           |
| tre giocatori 2                                                   | Marcatori | 2 tre giocatori                     |        |                           |

Finale 1º/2º posto
| Rio de Janeiro 20 agosto 2016, ore 17:50           | Croazia   | 7 – 11 (2-3, 1-3, 2-3, 2-2) referto | Serbia | Estádio Aquático Olímpico |
| \| \| \| \| \| Sukno 3 \| Marcatori \| 4 Mandić \| |           |                                     |        |                           |
|                                                    |           |                                     |        |                           |
| Sukno 3                                            | Marcatori | 4 Mandić                            |        |                           |

## Pallacanestro

### Pallacanestro

#### Torneo maschile

##### Prima fase
| 06/08/2016 | 22.30 | Venezuela   | - | Serbia    | 62 - 86 |  | Arena Carioca 1 |
| 08/08/2016 | 14.15 | Serbia      | - | Australia | 80 - 95 |  | Arena Carioca 1 |
| 10/08/2016 | 14.15 | Serbia      | - | Francia   | 75 - 76 |  | Arena Carioca 1 |
| 12/08/2016 | 19.00 | Stati Uniti | - | Serbia    | 94 - 91 |  | Arena Carioca 1 |
| 14/08/2016 | 22.30 | Serbia      |   | Cina      | 94 - 60 |  | Arena Carioca 1 |

| Pos | Squadra     | Pt | G | V | P | PF  | PS  | DP   |
| --- | ----------- | -- | - | - | - | --- | --- | ---- |
| 1.  | Stati Uniti | 10 | 5 | 5 | 0 | 524 | 407 | +117 |
| 2.  | Australia   | 9  | 5 | 4 | 1 | 444 | 368 | +76  |
| 3.  | Francia     | 8  | 5 | 3 | 2 | 423 | 378 | +45  |
| 4.  | Serbia      | 7  | 5 | 2 | 3 | 426 | 387 | +39  |
| 5.  | Venezuela   | 6  | 5 | 1 | 4 | 315 | 444 | -129 |
| 6.  | Cina        | 5  | 5 | 0 | 5 | 318 | 466 | -148 |

##### Fase finale
Quarti di finale
| Rio de Janeiro 17 agosto 2016, ore 22:15 UTC-3                                                                                                   | Croazia  | 83 – 86 (19-20, 38-32, 52-66) referto | Serbia | Arena Carioca 1 |
| \| \| \| \| \| Bogdanović 28 \| Punti \| 18 Bogdanović \| \| Simon 5 \| Assist \| 10 Teodosić \| \| Planinić 9 \| Rimbalzi \| 4 tre giocatori \| |          |                                       |        |                 |
| |          |                                       |        |                 |
| Bogdanović 28 | Punti    | 18 Bogdanović                         |        |                 |
| Simon 5 | Assist   | 10 Teodosić                           |        |                 |
| Planinić 9 | Rimbalzi | 4 tre giocatori                       |        |                 |

Semifinali
| Rio de Janeiro 19 agosto 2016, ore 19:00 UTC-3 | Australia | 61 – 87 (5-16, 14-35, 38-66) referto | Serbia | Arena Carioca 1 |
| \| \| \| \| \| Mills, Motum 13 \| Punti \| 22 Teodosić \| \| Broekhoff 4 \| Assist \| 5 Marković, Teodosić \| \| Baynes 8 \| Rimbalzi \| 11 Jokić \| |           |                                      |        |                 |
| |           |                                      |        |                 |
| Mills, Motum 13 | Punti     | 22 Teodosić                          |        |                 |
| Broekhoff 4 | Assist    | 5 Marković, Teodosić                 |        |                 |
| Baynes 8 | Rimbalzi  | 11 Jokić                             |        |                 |

Finale 1º/2º posto
| Rio de Janeiro 21 agosto 2016, ore 15:45 UTC-3                                                                                            | Serbia   | 66 – 96 (15-19, 29-52, 43-79) referto | Stati Uniti | Arena Carioca 1 |
| \| \| \| \| \| Nedović 14 \| Punti \| 30 Durant \| \| Bogdanović, Jović 3 \| Assist \| 5 Lowry \| \| Jokić 4 \| Rimbalzi \| 15 Cousins \| |          |                                       |             |                 |
| |          |                                       |             |                 |
| Nedović 14 | Punti    | 30 Durant                             |             |                 |
| Bogdanović, Jović 3 | Assist   | 5 Lowry                               |             |                 |
| Jokić 4 | Rimbalzi | 15 Cousins                            |             |                 |

#### Torneo femminile

##### Prima fase
| 07/08/2016 | 14.15 | Serbia      | - | Spagna | 59 - 65  |  | Arena da Juventude |
| 08/08/2016 | 14.15 | Canada      | - | Serbia | 71 - 67  |  | Arena da Juventude |
| 10/08/2016 | 15.30 | Stati Uniti | - | Serbia | 110 - 84 |  | Arena da Juventude |
| 12/08/2016 | 12.15 | Serbia      | - | Cina   | 80 - 72  |  | Arena da Juventude |
| 14/08/2016 | 15.30 | Senegal     |   | Serbia | 88 - 95  |  | Arena da Juventude |

| Pos | Squadra     | Pt | G | V | P | PF  | PS  | DP   |
| --- | ----------- | -- | - | - | - | --- | --- | ---- |
| 1.  | Stati Uniti | 10 | 5 | 5 | 0 | 520 | 316 | +204 |
| 2.  | Spagna      | 9  | 5 | 4 | 1 | 387 | 333 | +54  |
| 3.  | Canada      | 8  | 5 | 3 | 2 | 340 | 347 | -7   |
| 4.  | Serbia      | 7  | 5 | 2 | 3 | 385 | 406 | -21  |
| 5.  | Cina        | 6  | 5 | 1 | 4 | 371 | 428 | -57  |
| 6.  | Senegal     | 5  | 5 | 0 | 5 | 309 | 482 | -173 |

##### Fase finale
Quarti di finale
| Rio de Janeiro 16 agosto 2016, ore 14:30 UTC-3 | Australia | 71 – 73 (20-20, 37-35, 52-51) referto | Serbia | Arena Carioca 1 |
| \| \| \| \| \| Cambage 29 \| Punti \| 24 A. Dabović \| \| Taylor 9 \| Assist \| 5 Petrović \| \| Cambage 11 \| Rimbalzi \| 4 quattro giocatrici \| |           |                                       |        |                 |
| |           |                                       |        |                 |
| Cambage 29 | Punti     | 24 A. Dabović                         |        |                 |
| Taylor 9 | Assist    | 5 Petrović                            |        |                 |
| Cambage 11 | Rimbalzi  | 4 quattro giocatrici                  |        |                 |

Semifinali
| Rio de Janeiro 18 agosto 2016, ore 15:00 UTC-3 | Spagna   | 68 – 54 (20-9, 33-28, 53-38) referto | Serbia | Arena Carioca 1 |
| \| \| \| \| \| Ndour, Torrens 14 \| Punti \| 12 Čađo, Petrović \| \| Palau 7 \| Assist \| 3 Butulija \| \| Nicholls 12 \| Rimbalzi \| 7 Page, Petrović \| |          |                                      |        |                 |
| |          |                                      |        |                 |
| Ndour, Torrens 14 | Punti    | 12 Čađo, Petrović                    |        |                 |
| Palau 7 | Assist   | 3 Butulija                           |        |                 |
| Nicholls 12 | Rimbalzi | 7 Page, Petrović                     |        |                 |

Finale 3º/4º posto
| Rio de Janeiro 20 agosto 2016, ore 11:30 UTC-3                                                                                                   | Francia  | 63 – 70 (10-18, 27-27, 42-55) referto | Serbia | Arena Carioca 1 |
| \| \| \| \| \| Miyem 18 \| Punti \| 18 Milovanović \| \| Époupa, Johannès 4 \| Assist \| 5 A. Dabović \| \| Yacoubou 10 \| Rimbalzi \| 8 Page \| |          |                                       |        |                 |
| |          |                                       |        |                 |
| Miyem 18 | Punti    | 18 Milovanović                        |        |                 |
| Époupa, Johannès 4 | Assist   | 5 A. Dabović                          |        |                 |
| Yacoubou 10 | Rimbalzi | 8 Page                                |        |                 |

## Pallavolo

### Pallavolo

#### Torneo femminile

##### Prima fase
| 06/08/2016 | 22.35 | Serbia      | - | Italia      | 3 - 0 |  | Ginásio do Maracanãzinho |
| 08/08/2016 | 17.05 | Serbia      | - | Porto Rico  | 3 - 0 |  | Ginásio do Maracanãzinho |
| 10/08/2016 | 15.00 | Stati Uniti | - | Serbia      | 3 - 1 |  | Ginásio do Maracanãzinho |
| 12/08/2016 | 09.30 | Cina        | - | Serbia      | 0 - 3 |  | Ginásio do Maracanãzinho |
| 14/08/2016 | 09.30 | Serbia      |   | Paesi Bassi | 2 - 3 |  | Ginásio do Maracanãzinho |

| Pos | Squadra     | Pt | G | V | P | SV | SP | Ratio | PF  | PS  | Ratio |
| --- | ----------- | -- | - | - | - | -- | -- | ----- | --- | --- | ----- |
| 1.  | Stati Uniti | 14 | 5 | 5 | 0 | 15 | 5  | 3.000 | 470 | 400 | 1.175 |
| 2.  | Paesi Bassi | 11 | 5 | 4 | 1 | 14 | 7  | 2.000 | 455 | 425 | 1.071 |
| 3.  | Serbia      | 10 | 5 | 3 | 2 | 12 | 6  | 2.000 | 410 | 394 | 1.041 |
| 4.  | Cina        | 7  | 5 | 2 | 3 | 9  | 9  | 1.000 | 398 | 389 | 1.023 |
| 5.  | Italia      | 3  | 5 | 1 | 4 | 4  | 12 | 0.333 | 351 | 374 | 0.939 |
| 6.  | Porto Rico  | 0  | 5 | 0 | 5 | 0  | 15 | 0.000 | 277 | 379 | 0.731 |

##### Fase finale
Quarti di finale
| Rio de Janeiro 16 agosto 2016, ore 18:00 UTC-3            | Russia    | 0 – 3 (9-25, 22-25, 21-25) referto | Serbia | Ginásio do Maracanãzinho |
| \| \| \| \| \| Košeleva 17 \| Marcatori \| 20 Bošković \| |           |                                    |        |                          |
|                                                           |           |                                    |        |                          |
| Košeleva 17                                               | Marcatori | 20 Bošković                        |        |                          |

Quarti di finale
| Rio de Janeiro 18 agosto 2016, ore 13:00 UTC-3           | Serbia    | 3 – 2 (20-25, 25-17, 25-21, 16-25, 15-13) referto | Stati Uniti | Ginásio do Maracanãzinho |
| \| \| \| \| \| Mihajlović 24 \| Marcatori \| 14 Adams \| |           |                                                   |             |                          |
|                                                          |           |                                                   |             |                          |
| Mihajlović 24                                            | Marcatori | 14 Adams                                          |             |                          |

Finale 1º/2º posto
| Rio de Janeiro 20 agosto 2016, ore 22:15 UTC-3       | Cina      | 3 – 1 (19-25, 25-17, 25-22, 25-23) referto | Serbia | Ginásio do Maracanãzinho |
| \| \| \| \| \| Zhu 25 \| Marcatori \| 23 Bošković \| |           |                                            |        |                          |
|                                                      |           |                                            |        |                          |
| Zhu 25                                               | Marcatori | 23 Bošković                                |        |                          |

## Taekwondo
Femminile
| Atleta            | Evento | Ottavi               | Quarti               | Semifinale           | Ripescaggio Turno 1  | Ripescaggio Turno 2  | Finale               | Classifica      |
| Atleta            | Evento | Avversario Risultato | Avversario Risultato | Avversario Risultato | Avversario Risultato | Avversario Risultato | Avversario Risultato | Classifica      |
| ----------------- | ------ | -------------------- | -------------------- | -------------------- | -------------------- | -------------------- | -------------------- | --------------- |
| Tijana Bogdanović | −49 kg | Abakarova W 3–2      | Wu Jy W 17–7         | Manjarrez W 10–0     | Bye                  | Bye                  | Kim S-h L 6–7        |                 |
| Milica Mandić     | +67 kg | Skaar W 8–2          | Walkden L 0–5        | non qualificata      | non qualificata      | non qualificata      | non qualificata      | non qualificata |

## Tennis
Maschile
| Atleta                       | Evento  | 64-esimi                       | 32-esimi                    | 16-esimi                 | Quarti di finale     | Semifinali           | Finale               | Finale          |
| Atleta                       | Evento  | Avversario Punteggio           | Avversario Punteggio        | Avversario Punteggio     | Avversario Punteggio | Avversario Punteggio | Avversario Punteggio | Pos.            |
| ---------------------------- | ------- | ------------------------------ | --------------------------- | ------------------------ | -------------------- | -------------------- | -------------------- | --------------- |
| Novak Đoković                | singolo | del Potro L 6–7(4–7), 6–7(2–7) | non qualificato             | non qualificato          | non qualificato      | non qualificato      | non qualificato      | non qualificato |
| Viktor Troicki               | singolo | A Murray L 3–6, 2–6            | non qualificato             | non qualificato          | non qualificato      | non qualificato      | non qualificato      | non qualificato |
| Novak Đoković Nenad Zimonjić | doppio  | N.D.                           | Čilić / Draganja W 6–2, 6–2 | Melo / Soares L 4–6, 4–6 | non qualificati      | non qualificati      | non qualificati      | non qualificati |

Femminile
| Atleta                            | Evento    | 64-esimi                       | 32-esimi                  | 16-esimi             | Quarti di finale     | Semifinali           | Finale               | Finale          |
| Atleta                            | Evento    | Avversario Punteggio           | Avversario Punteggio      | Avversario Punteggio | Avversario Punteggio | Avversario Punteggio | Avversario Punteggio | Pos.            |
| --------------------------------- | --------- | ------------------------------ | ------------------------- | -------------------- | -------------------- | -------------------- | -------------------- | --------------- |
| Aleksandra Krunić                 | singolare | Mladenovic L 1–6, 4–6          | non qualificata           | non qualificata      | non qualificata      | non qualificata      | non qualificata      | non qualificata |
| Ana Ivanović                      | singolare | Suárez Navarro L 6–2, 1–6, 2–6 | non qualificata           | non qualificata      | non qualificata      | non qualificata      | non qualificata      | non qualificata |
| Jelena Janković Aleksandra Krunić | doppio    | N.D.                           | Konta / Watson L 2–6, 1–6 | non qualificate      | non qualificate      | non qualificate      | non qualificate      | non qualificate |

## Tennistavolo
Maschile
| Atleta                 | Evento  | Preliminari          | Round 1              | Round 2              | Round 3              | Round 4              | Quarti di finale     | Semifinale           | Finale               |                 |
| Atleta                 | Evento  | Avversario Risultato | Avversario Risultato | Avversario Risultato | Avversario Risultato | Avversario Risultato | Avversario Risultato | Avversario Risultato | Avversario Risultato |                 |
| ---------------------- | ------- | -------------------- | -------------------- | -------------------- | -------------------- | -------------------- | -------------------- | -------------------- | -------------------- | --------------- |
| Aleksandar Karakašević | singolo | Yan W 4–2            | Drinkhall L 1–4      | non qualificato      | non qualificato      | non qualificato      | non qualificato      | non qualificato      | non qualificato      | non qualificato |

## Tiro a segno/volo
Maschile
| Atleta             | Evento                        | Qualificazione | Qualificazione | Finale          | Finale          |
| Atleta             | Evento                        | Punteggio      | Classifica     | Punteggio       | Classifica      |
| ------------------ | ----------------------------- | -------------- | -------------- | --------------- | --------------- |
| Dimitrije Grgić    | pistola 10m aria compressa    | 579            | 9°             | non qualificato | non qualificato |
| Dimitrije Grgić    | pistola 50m                   | 552            | 16°            | non qualificato | non qualificato |
| Damir Mikec        | pistola 10m aria compressa    | 575            | 25°            | non qualificato | non qualificato |
| Damir Mikec        | pistola 50m                   | 551            | 18°            | non qualificato | non qualificato |
| Stevan Pletikosić  | carabina 50m a terra          | 621.6          | 21°            | non qualificato | non qualificato |
| Stevan Pletikosić  | carabina 50m tripla posizione | 1168           | 25°            | non qualificato | non qualificato |
| Milenko Sebić      | carabina 10 m aria compressa  | 620.0          | 33°            | non qualificato | non qualificato |
| Milenko Sebić      | carabina 50m a terra          | 620.4          | 34°            | non qualificato | non qualificato |
| Milenko Sebić      | carabina 50m tripla posizione | 1172           | 11°            | non qualificato | non qualificato |
| Milutin Stefanović | carabina 10 m aria compressa  | 624.3          | 12°            | non qualificato | non qualificato |

Femminile
| Atleta            | Evento                        | Qualificazione | Qualificazione | Semifinali      | Semifinali      | Finale          | Finale          |
| Atleta            | Evento                        | Punteggio      | Classifica     | Punteggio       | Classifica      | Punteggio       | Classifica      |
| ----------------- | ----------------------------- | -------------- | -------------- | --------------- | --------------- | --------------- | --------------- |
| Andrea Arsović    | carabina 10m aria compressa   | 413.5          | 26°            | N.D.            | N.D.            | non qualificata | non qualificata |
| Andrea Arsović    | carabina 50m tripla posizione | 573            | 28°            | N.D.            | N.D.            | non qualificata | non qualificata |
| Zorana Arunović   | pistola 10m aria compressa    | 382            | 11°            | N.D.            | N.D.            | non qualificata | non qualificata |
| Zorana Arunović   | pistola 25m                   | 576            | 19°            | non qualificata | non qualificata | non qualificata | non qualificata |
| Ivana Maksimović  | carabina 10m aria compressa   | 415.4          | 12°            | N.D.            | N.D.            | non qualificata | non qualificata |
| Ivana Maksimović  | carabina 50m tripla posizione | 578            | 19°            | N.D.            | N.D.            | non qualificata | non qualificata |
| Bobana Veličković | pistola 10m aria compressa    | 385            | 6° Q           | N.D.            | N.D.            | 96.4            | 7°              |
| Bobana Veličković | pistola 25m                   | 576            | 21             | non qualificata | non qualificata | non qualificata | non qualificata |